# 鈴張村
鈴張村（すずはりむら）は、広島県安佐郡にあった村。現在の広島市安佐北区の一部にあたる。

## 地理
太田川支流・鈴張川の上流域に位置していた。
- 山岳：堂床山[2]

## 歴史
- 1889年（明治22年）4月1日、町村制の施行により、高宮郡鈴張村が単独で村制施行し、鈴張村が発足[1][2]。
- 1898年（明治31年）10月1日、郡の統合により安佐郡に所属[1][2]。
- 1955年（昭和30年）3月31日、安佐郡飯室村、小河内村、日浦村、久地村と合併し、町制施行し安佐町を新設して廃止された[1][2]。

### 地名の由来
この地に鈴を張る鍛冶がいたことによる。

## 産業
- 農業[2]

## 交通

### 乗合バス
- 1918年（大正7年）SH自動車会社が設立され、6人乗バス3台で、広島～鈴張間を運行[2]。